# Au moulin de la Galette
Au moulin de la Galette est un tableau peint par Ramon Casas en 1892. Il mesure 117 cm de haut sur 90 cm de large. Il est conservé au Musée de Montserrat.
Le moulin de la Galette, seul moulin à vent en état de marche de la butte Montmartre, fut aussi autrefois une célèbre guinguette.